# Велимир Кнежевић
Велимир Кнежевић (Пљевља, 18. јануар 1916 — Београд, 7. јун 2012) био је учесник Народноослободилачке борбе и генерал-пуковник ЈНА. 

## Биографија
Рођен је 18. јануара 1916. године у Пљевљима.
Завршио је војну школу и био активни потпоручник Југословенске војске. После Априлског рата 1941. године, избегао је заробљавање и вратио се у родно место. 
Учествовао је у организовању устанка 1941. године и исте године постао члан Комунистичке партије Југославије (КПЈ). Најпре је био командант батаљона у Пљеваљском партизанском одреду, а потом у Трећој пролетерској санџачкој ударној бригади. Касније је био командант Десете крајишке ударне бригаде, командант Двадесете далматинске дивизије и начелник Штаба Петог босанског корпуса НОВЈ. 
После завршетка рата је наставио војну каријеру у Југословенској армији. Био је начелник Управе веза ЈНА, командант војног подручја, инспектор Копнене војске и главни инспектор Главне инспекције ЈНА. Имао је чин генерал-пуковника. 
Завршио је Вишу војну академију ЈНА и курс оператике на Ратној школи ЈНА. Активна војна служба у Југословенској народној армији (ЈНА) престала му је 1976. године. 
Умро је 7. јуна 2012. године у Београду, сахрањен је на београдском Новом гробљу. 
Носилац је Партизанске споменице 1941. и других југословенских одликовања, међу којима су Орден ратне заставе, Орден партизанске звезде са златним венцем и Орден заслуга за народ са златном звездом.